# Stazione meteorologica di Guidonia Aeroporto
La stazione meteorologica di Guidonia Aeroporto è la stazione meteorologica di riferimento per il Servizio Meteorologico dell'Aeronautica Militare e per l'Organizzazione Mondiale della Meteorologia, relativa all'omonima località.

## Caratteristiche
La stazione meteorologica è situata nell'Italia centrale, in provincia di Roma, nel comune di Guidonia Montecelio, nei pressi della località di Guidonia, a 89 metri s.l.m. e alle coordinate geografiche 42°00′N 12°44′E.
La stazione effettua rilevazioni orarie con osservazioni sullo stato del cielo (nuvolosità in chiaro) e su temperatura, precipitazioni, umidità relativa, pressione atmosferica con valore normalizzato al livello del mare, direzione e velocità del vento.

## Medie climatiche ufficiali

### Dati climatologici 1971-2000
In base alle medie climatiche relative al trentennio 1971-2000, le più recenti in uso, la temperatura media del mese più freddo, gennaio, è di 7,4 °C, mentre quella del mese più caldo, agosto, è di 24,5 °C; mediamente si contano 30 giorni di gelo all'anno e 60 giorni annui con temperatura massima uguale o superiore a 30 °C. Nel trentennio esaminato, i valori estremi di temperatura sono i + 40,4 °C dell'agosto 1998 e i -14,0 °C del gennaio 1985.
Le precipitazioni medie annue si attestano a 813 mm, mediamente distribuite in 82 giorni, con minimo in estate e picco massimo in autunno.
L'umidità relativa media annua fa registrare il valore di 71,2% con minimi di 66% a luglio e ad agosto e massimo di 78% a novembre; mediamente si registrano 6 giorni annui con episodi nebbiosi.
Di seguito è riportata la tabella con le medie climatiche e i valori massimi e minimi assoluti registrati nel trantennio 1971-2000 e pubblicati nell'Atlante Climatico d'Italia del Servizio Meteorologico dell'Aeronautica Militare relativo al medesimo trentennio.
| Guidonia Aeroporto (1971-2000)  | Mesi         | Mesi        | Mesi        | Mesi        | Mesi        | Mesi        | Mesi        | Mesi        | Mesi        | Mesi        | Mesi        | Mesi        | Stagioni | Stagioni | Stagioni | Stagioni | Anno  |
| Guidonia Aeroporto (1971-2000)  | Gen          | Feb         | Mar         | Apr         | Mag         | Giu         | Lug         | Ago         | Set         | Ott         | Nov         | Dic         | Inv      | Pri      | Est      | Aut      | Anno  |
| ------------------------------- | ------------ | ----------- | ----------- | ----------- | ----------- | ----------- | ----------- | ----------- | ----------- | ----------- | ----------- | ----------- | -------- | -------- | -------- | -------- | ----- |
| T. max. media (°C)              | 12,7         | 14,0        | 16,2        | 18,7        | 23,7        | 27,9        | 31,7        | 31,9        | 27,4        | 22,2        | 16,7        | 13,6        | 13,4     | 19,5     | 30,5     | 22,1     | 21,4  |
| T. min. media (°C)              | 2,0          | 2,5         | 4,4         | 6,7         | 10,6        | 14,2        | 16,7        | 17,1        | 14,2        | 10,5        | 6,0         | 3,2         | 2,6      | 7,2      | 16,0     | 10,2     | 9,0   |
| T. max. assoluta (°C)           | 19,9 (1971)  | 22,8 (1990) | 27,8 (1991) | 28,0 (2000) | 32,2 (1994) | 37,8 (1998) | 39,6 (1998) | 40,4 (1998) | 37,8 (1987) | 33,0 (1990) | 26,7 (1971) | 23,0 (1989) | 23,0     | 32,2     | 40,4     | 37,8     | 40,4  |
| T. min. assoluta (°C)           | −14,0 (1985) | −7,0 (1993) | −7,2 (1971) | −3,0 (1995) | 2,6 (1982)  | 5,7 (1975)  | 9,6 (1978)  | 8,6 (1989)  | 5,2 (1977)  | −0,1 (1978) | −6,0 (1973) | −6,7 (1973) | −14,0    | −7,2     | 5,7      | −6,0     | −14,0 |
| Giorni di calura (Tmax ≥ 30 °C) | 0            | 0           | 0           | 0           | 1           | 8           | 22          | 22          | 7           | 0           | 0           | 0           | 0        | 1        | 52       | 7        | 60    |
| Giorni di gelo (Tmin ≤ 0 °C)    | 10           | 7           | 3           | 1           | 0           | 0           | 0           | 0           | 0           | 0           | 2           | 7           | 24       | 4        | 0        | 2        | 30    |
| Precipitazioni (mm)             | 59,3         | 71,9        | 58,6        | 80,7        | 59,6        | 44,8        | 27,7        | 41,3        | 80,0        | 102,5       | 108,1       | 78,2        | 209,4    | 198,9    | 113,8    | 290,6    | 812,7 |
| Giorni di pioggia               | 7            | 7           | 7           | 9           | 7           | 5           | 3           | 4           | 6           | 9           | 10          | 8           | 22       | 23       | 12       | 25       | 82    |
| Giorni di nebbia                | 1            | 1           | 1           | 1           | 0           | 0           | 0           | 0           | 0           | 0           | 1           | 1           | 3        | 2        | 0        | 1        | 6     |
| Umidità relativa media (%)      | 75           | 71          | 70          | 71          | 70          | 67          | 66          | 66          | 69          | 74          | 78          | 77          | 74,3     | 70,3     | 66,3     | 73,7     | 71,2  |

### Dati climatologici 1961-1990
Secondo i dati medi del trentennio 1961-1990, ancora in uso per l'Organizzazione meteorologica mondiale e definito Climate Normal (CLINO), la temperatura media del mese più freddo, gennaio, è di +7,4 °C, mentre quella del mese più caldo, luglio, si attesta a +24,0 °C. Nel medesimo trentennio, la temperatura minima assoluta ha toccato i -14,0 °C nel gennaio 1985 (media delle minime assolute annue di -6,0 °C), mentre la massima assoluta ha fatto registrare i +40,0 °C nel luglio 1967 (media delle massime assolute annue di +37,6 °C).
La nuvolosità media annua si attesta a 3,5 okta giornalieri, con minimo in luglio di 1,9 okta e massimo di 4,4 okta in aprile.
Le precipitazioni medie annue si attestano a 794 mm, distribuite mediamente in 83 giorni, con un picco tra l'autunno e l'inverno ed un minimo relativo estivo.
L'umidità relativa media annua si attesta a 71,7% con minimo di 65% a luglio e massimo di 78% a novembre.
| Guidonia Aeroporto (1961-1990) | Mesi         | Mesi        | Mesi        | Mesi        | Mesi        | Mesi        | Mesi        | Mesi        | Mesi        | Mesi        | Mesi        | Mesi        | Stagioni | Stagioni | Stagioni | Stagioni | Anno  |
| Guidonia Aeroporto (1961-1990) | Gen          | Feb         | Mar         | Apr         | Mag         | Giu         | Lug         | Ago         | Set         | Ott         | Nov         | Dic         | Inv      | Pri      | Est      | Aut      | Anno  |
| ------------------------------ | ------------ | ----------- | ----------- | ----------- | ----------- | ----------- | ----------- | ----------- | ----------- | ----------- | ----------- | ----------- | -------- | -------- | -------- | -------- | ----- |
| T. max. media (°C)             | 12,3         | 13,8        | 16,0        | 19,1        | 23,6        | 27,8        | 31,6        | 31,3        | 27,6        | 22,5        | 16,9        | 13,3        | 13,1     | 19,6     | 30,2     | 22,3     | 21,3  |
| T. min. media (°C)             | 1,9          | 2,9         | 4,5         | 7,0         | 10,4        | 14,0        | 16,4        | 16,6        | 14,1        | 10,2        | 6,2         | 3,2         | 2,7      | 7,3      | 15,7     | 10,2     | 9,0   |
| T. max. assoluta (°C)          | 21,8 (1962)  | 22,8 (1990) | 27,3 (1981) | 29,6 (1970) | 33,6 (1962) | 38,0 (1965) | 40,0 (1967) | 39,7 (1974) | 37,8 (1987) | 33,0 (1990) | 26,7 (1971) | 23,0 (1989) | 23,0     | 33,6     | 40,0     | 37,8     | 40,0  |
| T. min. assoluta (°C)          | −14,0 (1985) | −7,0 (1964) | −7,2 (1971) | −2,0 (1977) | 0,4 (1962)  | 5,7 (1975)  | 9,6 (1978)  | 8,6 (1989)  | 5,2 (1977)  | −0,1 (1978) | −6,0 (1973) | −6,7 (1973) | −14,0    | −7,2     | 5,7      | −6,0     | −14,0 |
| Nuvolosità (okta al giorno)    | 4,2          | 4,2         | 4,2         | 4,4         | 3,9         | 3,1         | 1,9         | 2,1         | 2,7         | 3,2         | 4,0         | 4,0         | 4,1      | 4,2      | 2,4      | 3,3      | 3,5   |
| Precipitazioni (mm)            | 74,6         | 74,2        | 61,0        | 66,5        | 56,6        | 43,7        | 27,8        | 45,0        | 71,2        | 88,7        | 102,0       | 87,1        | 235,9    | 184,1    | 116,5    | 261,9    | 798,4 |
| Giorni di pioggia              | 8            | 8           | 8           | 8           | 7           | 5           | 3           | 4           | 6           | 8           | 9           | 9           | 25       | 23       | 12       | 23       | 83    |
| Umidità relativa media (%)     | 76           | 73          | 71          | 72          | 71          | 68          | 65          | 66          | 69          | 74          | 78          | 77          | 75,3     | 71,3     | 66,3     | 73,7     | 71,7  |

## Valori estremi

### Temperature estreme mensili dal 1961 ad oggi
Nella tabella sottostante sono riportate le temperature massime e minime assolute mensili, stagionali ed annuali dal 1961 ad oggi, con il relativo anno in cui si queste si sono registrate. La massima assoluta del periodo esaminato è di +42,0 °C raggiunti nell'agosto 2017, mentre la minima assoluta di -14,0 °C risale al gennaio 1985.
| Guidonia Aeroporto (1961-2023) | Mesi         | Mesi        | Mesi        | Mesi        | Mesi        | Mesi        | Mesi        | Mesi        | Mesi        | Mesi        | Mesi        | Mesi        | Stagioni | Stagioni | Stagioni | Stagioni | Anno  |
| Guidonia Aeroporto (1961-2023) | Gen          | Feb         | Mar         | Apr         | Mag         | Giu         | Lug         | Ago         | Set         | Ott         | Nov         | Dic         | Inv      | Pri      | Est      | Aut      | Anno  |
| ------------------------------ | ------------ | ----------- | ----------- | ----------- | ----------- | ----------- | ----------- | ----------- | ----------- | ----------- | ----------- | ----------- | -------- | -------- | -------- | -------- | ----- |
| T. max. assoluta (°C)          | 21,8 (1962)  | 24,2 (2014) | 27,8 (1991) | 32,2 (2013) | 36,8 (2009) | 41,2 (2022) | 40,8 (2005) | 42,0 (2017) | 37,8 (1987) | 33,0 (1990) | 28,4 (2004) | 23,0 (1989) | 24,2     | 36,8     | 42,0     | 37,8     | 42,0  |
| T. min. assoluta (°C)          | −14,0 (1985) | −7,0 (1964) | −7,2 (1971) | −3,0 (1995) | 0,4 (1962)  | 5,7 (1975)  | 9,6 (1978)  | 8,6 (1989)  | 5,2 (1977)  | −0,1 (1978) | −6,0 (1973) | −7,6 (2010) | −14,0    | −7,2     | 5,7      | −6,0     | −14,0 |